# Piero Bordin
Piero Bordin (* 24. Juli 1947 in Wien; † 12. März 2021 ebenda) war ein italienischer Künstler, welcher 1989 das Art Carnuntum - Welttheater Festival gründete.

## Leben
Piero Bordin wurde in Wien am 24. Juli 1947 als Sohn einer aus Athen stammenden Mutter und eines venezianischen Vaters in Wien geboren. Er studierte an der Universität für Angewandte Kunst Wien, wo er zunächst als Schüler und später als Mitarbeiter von Peter Weibel als bildender Künstler arbeitete.  1989 gründete er das  Welttheater Festival „Art Carnuntum“ und schaffte es, das österreichische Carnuntum mit seinem Festival im Herzen Europas  zu einem Zentrum für das Antike Drama zu machen. Der Künstler starb am 12. März 2021 in Wien.
Mit den Aufführungen aus allen Weltteilen werden heute noch auf eine moderne und zeitgemäße Art die Theatertradition der Antike fortführt. Piero Bordin ist Vater der Künstlerin, Philosophin und Historikerin Constantina Bordin, welche derzeit das Welttheater Festival leitet und dadurch die jüngste Intendantin Europas ist.

## Auszeichnungen
- 2007 Niederösterreichischer Kulturpreis in der Sparte „Darstellende Kunst“[1]
- 2017 Verleihung Berufstitel Professor[1]
- 2018 Ritterkreuz des päpstlichen Silvesterordens[7]